# Филипповское (Чеховский район)
Филипповское — деревня в Чеховском районе Московской области, в составе муниципального образования сельское поселение Стремиловское (до 28 февраля 2005 года входила в состав Стремиловского сельского округа), деревня связана автобусным сообщением с райцентром и соседними населёнными пунктами.

## Население
| 2002 | 2006 | 2010 |
| ---- | ---- | ---- |
| 35   | ↗38  | ↗57  |

## География
Филипповское расположено примерно в 14 км на запад от Чехова, на реке Никажель (правый приток Лопасни), высота центра деревни над уровнем моря — 177 м. На 2016 год в Филипповском зарегистрировано 3 улицы и 1 садовое товарищество.